# Друштво љубитеља музике из Беча
Друштво пријатеља музике у Бечу, такође познато као "Музикферајн", основана је 1812. године од стране Јозефа Сонлајтнера.

## Оснивање
29. новембра и 3. децембра 1812. у Зимској школи јахања бечког Хофбурга изведен је Хендлов ораторијум Тимотеј. Овај концерт се може посматрати као окидач за оснивање Друштва пријатеља музике аустријске царске државе. Оснивач удружења је Јозеф Сонлајтнер (1766-1835), у то време секретар Царског бечког дворског позоришта (Бургтеатар и Кернтнертортеатар). Приход од два концерта требало је да буде у корист новоосноване институције. Цар Франц Јозеф Карл је поклонио 1.000 гулдена, чиста добит је била 25.934 гулдена у бечкој валути. Прво седиште компаније била је Палата Лобковиц на данашњем Лобковицплацу.

## Циљеви друштва
У званичној повељи, која је састављена 1814. године, наводи се да је циљ друштва био да допринесе музици у свим њеним манифестацијама. Друштво пријатеља музике је то постизало на три начина:
1. Оснивањем конзерваторијума,
2. Систематским прикупљањем музичко-историјских докумената (архив, библиотека и збирке),
3. Организовањем сопствених концерата.

Друштво је остваривало своје циљеве, од спонзорства концерата, оснивања Бечког конзерваторијума 1819. године, оснивањаБечког певачког удружења 1858. године, изградње зграде Музикферајна у 1870. години и архивирањем музчко-историјских докумената вредних пажње.

## Првобитно седиште Музикферајна
Први камерни концерт Музикферајна одржан је у кући званој Црвена јабука у Зингерштрасе у Бечу. Године 1820. концерти су почели да се одржавају у згради Гунделхоф на данашњој адреси Брандштете 5/Бауернмаркт 4 у Првом бечком округу.
1829. године се Друштво преселило на Тухлаубен близу Катедрале Светог Стефана. Сала са 700 места убрзо се показала премалом, али је коришћена скоро 40 година. Гасно осветљење постављено је 1846. године. На горњим спратовима су били конзерваторијум и архив друштва, канцеларије и просторије за пробе. Концерти са великим бројем посетилаца су се одржавали у Великом Редоутенсалу Хофбурга.

## Данашње седиште Музикферајна
Године 1863. цар Франц Јозеф је поклонио Музикферајну област на обали реке Вин преко пута Карлскирхе. Било је то на некадашњем простору испред градског бедема око старог града, који је срушен 1858. године. Данашња Бечка државна опера изграђена је у близини 1861-1869, Кунстлерхаус на суседном градилишту на обали реке Вин 1865-1868, а данашњи Хотел Империјал на тргу поред Рингштрасе 1862-1865.
Зграда коју је пројектовао Теофил Хансен (који је касније саградио и Аустријски парламент) названа је скраћено Винер Музикферајн, а отворена је 6. јануара 1870. године свечаним концертом. Исте године, царев главни управник, принц Константин Хоенлое-Шилингсфирст, проглашен је за почасног члана друштва у знак захвалности за наклоност царског двора за пројекат нове зграде.

## Руководиоци и знаменити чланови
У почетку 1818, Франц Шуберт је одбио чланство у Друштву пријатеља музике као професионални музичар. Први музички руководилац био Карл Хајслер, којег су пратили Антон Рубинштајн (именован 1871. године) и Јоханес Брамс (именован 1872. године). Други познати музички руководиоци били су Вилхелм Фуртвенглер и Херберт фон Карајан.
Списак свих функционера и знаменитих чланова можете видети на овој страници Википедије на немачком језику.

## Архив Музикферајна
Архив Друштва је једна од најважнијих збирки музике у свету данас. Подељен је на библиотеку, архив (са музиком, датотекама, ефемером) и збирке (слике, меморабилије). Ту се налазе вредни и ретки првотисци, као и аутограми Шуберта, Бетовена, Моцарта и многих других. Значајне су и збирка писама, која обухвата неколико хиљада комада, и збирка слика у којој су портрети Клаудија Монтевердија и Јохана Јозефа Фукса. Посебно се истиче Брамсова колекција, која је од 2005. године део светских докумената УНЕСКА.

## Галерија
- Зграда Музикферајна у Бечу
- Детаљ изнад главног улаза у Музикферајн
- Велика сала Музикферајна
- Концерт у Mузикферајну у Бечу - 12. децембра 2014. са Оркестром тонских уметника Доње Аустрије под диригентском палицом Андреса Ороско-Естраде